# Abborrtjärnen (Laxsjö socken, Jämtland, 708834-144918)
Abborrtjärnen är en sjö i Krokoms kommun i Jämtland och ingår i Indalsälvens huvudavrinningsområde.